# Arciom Siańkiewicz
Arciom Siarhiejewicz Siańkiewicz (biał. Арцём Сяргеевіч Сянькевіч, ros. Артём Сергеевич Сенькевич – Artiom Siergiejewicz Sieńkiewicz; ur. 4 maja 1982 w Mińsku) – białoruski hokeista, reprezentant Białorusi, trener hokejowy.

## Kariera zawodnicza
- Junost' Mińsk (1998/1999, 1999/2000)
- HK Mińsk (1999/2000, 2000/2001)
- Chimwołokno Mohylew (2000/2001)
- HK Kieramin Mińsk (2001-2002)
- Chimwołokno Mohylew (2002/2003)
- HK Homel, HK Homel 2 (2002/2003, 2003/2004, 2004/2005)
- HK Witebsk, HK Witebsk 2 (2003/2004, 2004/2005)
- Chimwołokno Mohylew (2004/2005)
- Dynama Mińsk, Dynama 2 Mińsk (2005/2006)
- Chimik-SKA Nowopołock (2006-2007)
- Chimwołokno Mohylew (2000/2001)
- Junost' Mińsk (2007-2011)
  -  Junior Mińsk (2008/2009)
- HK Homel (2011-2014)
- Dynama Mińsk (2012/2013
- HK Szachcior Soligorsk (2014-2015)
- Kułagier Pietropawłowsk (2015-2016)
- Jertys Pawłodar (2016)

Wychowanek Junosti Mińsk. W trakcie kariery występował przez wiele lat w klubach białoruskiej ekstraligi. Ponadto w barwach Dynama Mińsk zagrał dwa mecze w rozgrywkach KHL edycji 2012/2013. Na koniec kariery grał w drużynach w lidze kazachskiej: całą edycję 2015/2016 w Pietropawłowsku, a początek sezonu 2016/2017 w Pawłodarze, po czym na początku listopada ogłosił zakończenie kariery zawodniczej.
Występował w kadrach juniorskich Białorusi: na turniejach mistrzostw świata juniorów do lat 18 edycji 2000 (Elita) oraz mistrzostw świata juniorów do lat 20 edycji 2001, 2002. Występował także w barwach reprezentacji seniorskiej, w tym uczestniczył w turnieju mistrzostw świata edycji 2010 (Elita).

## Kariera trenerska
- HK Homel 2 (2016-2018), główny trener
- Abu Dhabi Storms (2017-2019), główny trener
- Reprezentacja Zjednoczonych Emiratów Arabskich (2018-), główny trener

W sezonach 2016/2017 i 2017/2018 był głównym trenerem drużyny rezerwowej Homla w rozgrywkach wyższej ligi, zdobywając brązowy i złoty medal. Następnie wyjechał do Zjednoczonych Emiratów Arabskich, gdzie został trenerem w klubie Abu Dhabi Storms (z Abu Zabi). W kwietniu 2019 był głównym trenerem w sztabie reprezentacji Zjednoczonych Emiratów Arabskich w wygranym turnieju kwalifikacyjnym do MŚ III Dywizji edycji 2020 (prócz niego także jego rodacy: Michaił Klimin i Siarhiej Zadzielonau jako asystenci oraz Witalij Sauko jako zawodnik).

## Sukcesy
Zawodnicze klubowe
- Srebrny medal mistrzostw Białorusi: 2000, 2001 z HK Mińsk, 2006 z Dynama Mińsk, 2008 z Junostią Mińsk
- Złoty medal mistrzostw Białorusi: 2002 z Kieraminem Mińsk, 2003 z HK Homel, 2009, 2010, 2011 z Junostią Mińsk, 2015 z Szachciorem Soligorsk
- Drugie miejsce we Wschodnioeuropejskiej Lidze Hokejowej: 2003, 2004 z HK Homel
- Puchar Białorusi: 2003, 2012, 2013 z HK Homel, 2008, 2009 z Junostią Mińsk
- Brązowy medal mistrzostw Białorusi: 2004, 2012, 2014 z HK Homel, 2005 z Chimwołokno Mohylew
- Drugie miejsce w Pucharze Kontynentalnym: 2010 z Junostią Mińsk
- Puchar Kontynentalny: 2011 z Junostią Mińsk
- Brązowy medal mistrzostw Kazachstanu: 2016 z Kułagierem Pietropawłowsk

Zawodnicze indywidualne
- Ekstraliga białoruska w hokeju na lodzie (2011/2012): najlepszy defensywny napastnik sezonu
- Ekstraliga białoruska w hokeju na lodzie (2011/2012): najlepszy defensywny napastnik sezonu

Szkoleniowe reprezentacyjne
- Awans do MŚ III Dywizji edycji 2020: 2019 z ZEA

Szkoleniowe klubowe
- Brązowy medal wyższej ligi: 2017 z HK Homel 2
- Złoty medal wyższej ligi: 2018 z HK Homel 2
- Złoty medal Emirates Ice Hockey League: 2019 z Abu Dhabi Storms